# Johann Nepomuk von Appel
Johann Nepomuk Martin svobodný pán von Appel (11. listopadu 1826 v Sikirevci, Rakouské císařství – 7. září 1906 v Gradisce, Rakousko-Uhersko) byl rakousko-uherský tajný rada, generál jezdectva, velící generál v Banátu a zemský náčelník Bosny a Hercegoviny.

## Původ
Johann Nepomuk von Appel pocházel z rodiny s dlouhou vojenskou tradicí. Jeho otec Joseph rytíř von Appel (1785-1855) byl polní podmaršál a velitel brigády v Caransebeș, jeho matka byla svobodná paní Rzikowsky von Dobrzitz.
Dědeček z otcovy strany Franz Seraph Appel byl vrchní válečný komisař a polní podmaršál, jeho strýc Christian von Appel (1787–1854) byl generální pobočník císaře Františka I. a císaře Ferdinanda I. Jeho bratři byli Christian von Appel (1831-1859), kapitán generálního proviantního štábu a Josef von Appel (1823-1888), polní podmaršál.
Johann Nepomuk von Appel byl ženatý s Johannou Körtvelyessy (27. 2. 1825 – 2. 6. 1896). Měli spolu jediného syna:
- Eugen Johann Nepomuk (23. 10. 1857, Praha – 25. 10. 1909, Șieu-Odorhei, Rumunsko), manž. 1882 Eugenie von Mattencloit (23. 12. 1864 – 1954)

## Kariéra
Johann Nepomuk vstoupil do pěšího pluku č. 59 jako dobrovolný vojín. Dne 2. listopadu 1843 z kadetní akademie ve Štýrském Hradci přešel do hulánského pluku císaře Ferdinanda IV., s nímž se zúčastnil jako poručík tažení proti Piemontu v roce 1848 a Maďarsku v roce 1849. Dne 1. března 1854 byl přidělen jako rytmistr 1. třídy k nově zřízenému hulánskému pluku č. 12 „císaře Ferdinanda II., krále obojí Sicílie“.
Po povýšení na majora roku 1858 šel se svou jednotkou do tažení proti Francii a Piemontu (1859). Zde se osvědčil jako vůdce nezávislé přepadové skupiny nejprve průzkumem kopcovitého terénu jižně od Gardského jezera, ale zejména několika neohroženými útoky při krytí ústupu v bitvě u Solferina. Zde po výstřelu do obličeje přišel o levé oko. Za úspěchy obdržel řád železné koruny III. třídy a rytířský kříž rakouského císařského řádu Leopoldova. Spontánním rozhodnutím ho císař František Josef I. povýšil do stavu svobodného pána (28. ledna 1860) a jako další uznání jeho statečnosti mu byl udělen rytířský kříž vojenského řádu Marie Terezie (21. května téhož roku).
29. října 1863 byl povýšen na plukovníka a převzal velení pluku hulánů císaře Františka Josefa č. 4. V prusko-rakouské válce bojoval jako velitel brigády. Velkou statečností a rozvážností se vyznamenal v bitvách u Podolí, Sychrova, Jičína a Hradce Králové. Za příkladné chování byl dekorován řádem železné koruny II. třídy a jmenován velitelem Ústředního jezdeckého kurzu 16. listopadu 1866. Od 28. ledna 1874 byl již jako generálmajor zároveň velitelem 25. pěší divize. (Po uzavření ústředního jezdeckého kurzu v roce 1875 byl vyznamenán komandérským křížem rakouského císařského řádu Leopolda a v roce 1881 titulem tajného rady).
1. listopadu 1874 byl povýšen na polního podmaršála. V této hodnosti zastával od 2. srpna 1881 do 8. dubna 1882 úřad velitele pevnosti Temešvár.
Poté, co byl 1. května 1882 povýšen na generála jezdectva, byl 9. srpna 1882 jmenován zemským náčelníkem v Bosně a Hercegovině. Během této doby umožnil dobrý ekonomický rozvoj okupovaných oblastí, mimo jiné prostřednictvím rozvoje výkonného školského a zdravotnického systému a také reformy zemědělství, čímž přispěl k jejich rozkvětu.
Následovaly další čestné projevy úcty: u příležitosti diamantového výročí císařovy vlády obdržel vojenský záslužný kříž (2. prosince 1898), velkokříž královského uherského řádu svatého Štěpána (1. října 1900) a při odchodu do důchodu obdržel diamanty pro vojenský řád Marie Terezie a osobní děkovný dopis od císaře za prokázané služby. Odchod do důchodu nabyl účinnosti 1. ledna 1904 po 63 letech služby.
Johann Nepomuk svobodný pán von Appel byl čestným občanem Sarajeva, Mostaru, Dolní Tuzly, Travniku, Bihaće a Zenice. Byla po něm pojmenována ulice Appel-Kai (dnes: Obala Kulina Bana).

## Vyznamenání
- Rytířský kříž vojenského řádu Marie Terezie

- Vojenský záslužný kříž s diamanty, 1849/1898
- Řád železné koruny III. třídy, 1859
- Rytířský kříž rakouského císařského řádu Leopoldova, 1859
- Rytířský kříž vojenského řádu Marie Terezie s diamanty, 1860/1903 (diamanty)
- Řád železné koruny II. třídy, 1866
- Komtur rakouského císařského řádu Leopoldova, 1875
- Velkokříž královského uherského řádu svatého Štěpána , 1900